# Albert Müller
Albert Müller (født 29. november 1897 i Basel; død 14. december 1926 i Obino, Castel San Pietro i Muggiodalen i kanton Tessin, Schweiz) var en schweizisk maler, glasmaler, tegner, grafiker og billedhugger.
Müller var 1913-17 i lære som glasmaler og gik på den almindelige handelsskole ('Gewerbeschule') i Basel, hvor han havde sin første udstilling 1919 i Kunsthalle Basel. 1920 var han i Italien hvor han samarbejdede med Niklaus Stoecklin i San Gimignano.
Han udviklede 1923 et kunstnervenskab ('Künstlerfreundschaft') med Ernst Ludwig Kirchner.
1924 dannede han med Hermann Scherer, Paul Camenisch og Werner Neuhaus kunstnergruppen 'Rot-Blau'.
Inden han 1926 døde af tyfus opholdt han sig i perioder hos vennen Ernst Ludwig Kirchner i Frauenkirch i Davos hvor han arbejdede med malerier, tegninger og skulpturer.
| - Værker af eller med Albert Müller − efter år - Anna, 1924 - Portræt af Hermann Scherer(en), 1924 - Huse i Obino, 1924/25 - Ernst Ludwig Kirchner: Mor og børn, 1925 Mutter und Kinder. - Ernst Ludwig Kirchner: Legende børn, 1925 Spielende Kinder - Vinmarker i Tessin, 1925 Rebberge im Tessin - Siddende model, 1925 Sitzender Akt - Brystparti af en sort pige, 1925 Bruststück eines schwarzen Mädchens, 1925 - Pige i have, 1926 Mädchen im Garten - Træskærer, o. 1926 Holzbildhauer - To figurer, o. 1926 - To figurer, o. 1926 - Müller: portræt af Ernst Ludwig Kirchner, før 1927 |